# Giám hộ
Giám hộ là việc một hoặc nhiều người (người giám hộ) thực hiện việc chăm sóc và bảo vệ quyền và lợi ích hợp pháp của một hay nhiều người khác (người được giám hộ).

## Điều kiện
Một người có thể giám hộ cho nhiều người, nhưng một người chỉ có thể được một người giám hộ, trừ trường hợp người giám hộ là cha và mẹ hoặc ông và bà của người được giám hộ.
Người giám hộ có thể là cá nhân hoặc tổ chức; nếu là cá nhân thì có thể là người giám hộ đương nhiên hoặc người được cử ra; trường hợp không cử được cá nhân giám hộ thì một tổ chức sẽ được đề nghị đảm nhận việc giám hộ.
Cá nhân làm người giám hộ phải có đủ các điều kiện sau :
- Có năng lực hành vi dân sự đầy đủ.
- Có tư cách đạo đức tốt và các điều kiện cần thiết để thực hiện quyền, nghĩa vụ của người giám hộ.
- Không phải là người đang bị truy cứu trách nhiệm hình sự hoặc người bị kết án nhưng chưa được xoá án tích về một trong các tội cố ý xâm phạm tính mạng, sức khỏe, danh dự, nhân phẩm, tài sản của người khác.
- Không phải là người bị Tòa án tuyên bố hạn chế quyền đối với con chưa thành niên.

### Người được giám hộ
Pháp luật Việt Nam quy định về Người được giám hộ như sau: 
- Người chưa thành niên không còn cha, mẹ hoặc cha, mẹ đều mất năng lực hành vi dân sự, bị tòa án hạn chế quyền của cha, mẹ hoặc cha, mẹ không có điều kiện chăm sóc, giáo dục người chưa thành niên đó và nếu cha, mẹ có yêu cầu;
- Người mất năng lực hành vi dân sự.
- Người chưa đủ 15 tuổi

### Người giám hộ đương nhiên
- Người giám hộ đương nhiên của người chưa thành niên theo thứ tự là: cha, mẹ hoặc anh cả, chị cả, hoặc anh, chị em ruột tiếp theo, hoặc ông, bà nội ngoại, bác, chú, cậu, cô, dì.
- Người giám hộ đương nhiên của người mất năng lực hành vi dân sự theo thứ tự là: chồng, vợ, hoặc con cả, người con tiếp theo, hoặc cha, mẹ.

## Cơ chế giám sát
Việc giám hộ phải được giám sát bời cá nhân: có trách nhiệm, có năng lực hành vi dân sự đầy đủ, do người thân thích của người được giám hộ hoặc chính quyền địa phương nơi cư trú của người được giám hộ cử ra. Việc cử người giám hộ phải được sự đồng ý của người được cử làm người giám hộ và phải được lập thành văn bản.

## Thực tiễn tại Việt Nam
Pháp luật Việt Nam nên có thêm quy định: Người không có đủ năng lực hành vi dân sự đầy đủ có thể là người được giám hộ khi có yêu cầu được giám hộ của chính người đó và người thân thích của họ.

## Thống kê quyền nuôi con của trẻ vị thành niên tại các quốc gia

### Nga
Ở Nga, quyền nuôi con là hình thức phổ biến nhất của cấu trúc gia đình
Vào cuối năm 2010, ở Nga có 430.604 trẻ em giám hộ, trong đó:
- Công dân giám hộ trẻ em trái phép - 102 981 người.
- Được cha mẹ tự nguyện chuyển đi - 36 148 người.

Tre em được nuôi dưỡng trong các gia đình: 343342 người
Trẻ em được chăm dưới sự giám hộ của người lạ - 96687 người.
Đối với các loại quyền nuôi con khác nhau:
- quyền nuôi con vô cớ - 313908 người
- trong các trại nuôi dưỡng - 68037 người.
- Bảo trợ - 2424người.
- Các loại quyền nuôi con có trả tiền khác - 15167 người.
- Tự nguyện giao quyền lực quyển bởi cha mẹ - 40493 người.